# Aeropuerto de Campbell River

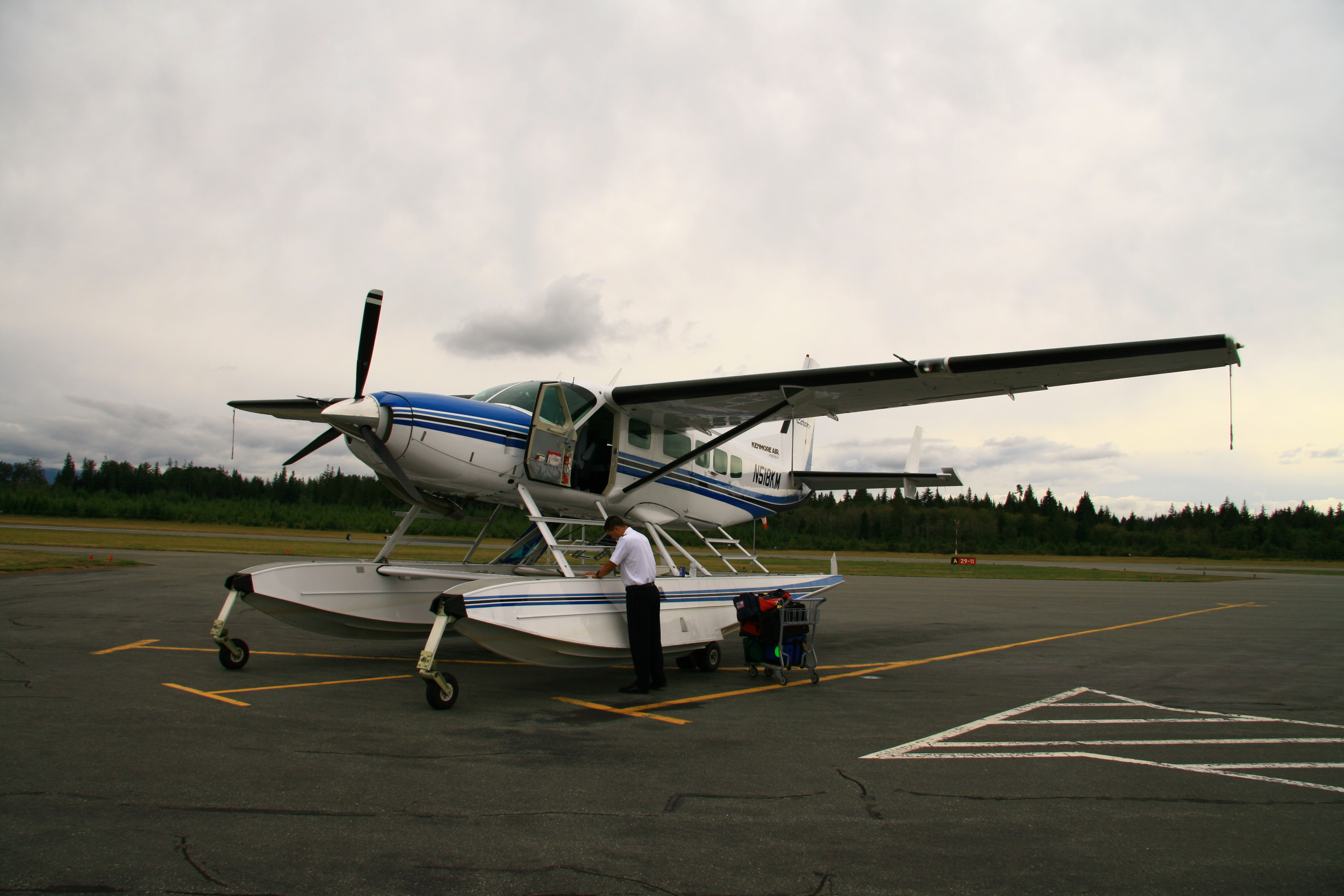
Cessna 208 en Campbell River

El Aeropuerto de Campbell River (del inglés: Campbell River Airport) (IATA: YBL, OACI: CYBL) está ubicado a 4,5 nmi (8,3 km; 5,2 mi) al sur del poblado de Campbell River, Columbia Británica, Canadá.
Este aeropuerto es clasificado por NAV CANADA como un puerto de entrada y es servido por la Canada Border Services Agency. Los oficiales de la CBSA pueden atender aviones de hasta 15 pasajeros.

## Aerolíneas y destinos
- Central Mountain Air
  - Comox / Aeropuerto de Comox
  - Vancouver / Aeropuerto Internacional de Vancouver
- Pacific Coastal Airlines
  - Vancouver / Aeropuerto Internacional de Vancouver
- Kenmore Air
  - Seattle / Campo Boeing